# Dżari
Dżari (ros. Джари) – wieś w Rosji, w Kraju Chabarowskim, w rejonie nanajskim. W 2010 liczyła 687 mieszkańców, głównie Nanajów.